# Arthur Scargill

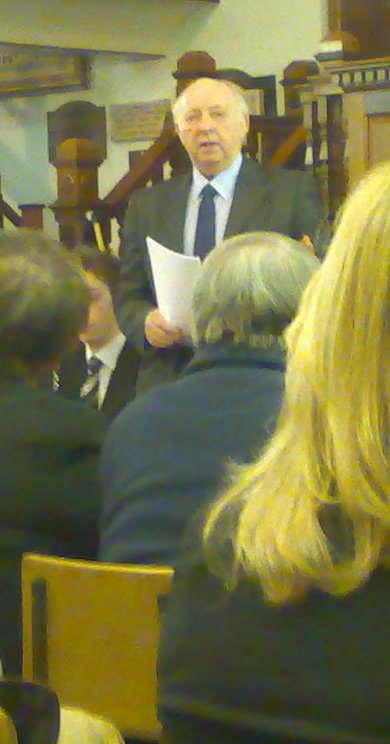

Arthur Scargill (ur. 11 stycznia 1938 w Worsbrough Dale) – brytyjski polityk socjalistyczny, działacz związkowy.

## Działalność polityczna i związkowa
W młodości związany z brytyjskimi komunistami, był członkiem Ligi Młodych Komunistów – młodzieżówki Brytyjskiej Partii Komunistycznej.
Podczas wizyty w Moskwie w 1957 spotkał się z Chruszczowem. Następnie od 1962 członek Partii Pracy oraz działacz związkowy, poświęcił się głównie organizacjom górniczym.
Stał się popularny dzięki strajkowi organizowanemu przez Narodowy Związek Górniczy (NUM, National Union of Mineworkers), w marcu 1974. Strajk ten stał się przyczyną upadku gabinetu torysowskiego premiera Edwarda Heatha.
W 1981 został przewodniczącym Narodowego Związku Górniczego, pozostał na tym stanowisku aż do 2002. W czasie, gdy „żelazna dama” – torysowska premier Margaret Thatcher – wydała wojnę organizacjom związkowym, Scargill uaktywnił działalność związku, prowadząc do wielkiego strajku górniczego w latach 1984-1985. 
Utworzył w 1996 Socjalistyczną Partię Pracy, której został przywódcą. Jest to partia ideologicznie bliska marksizmowi. 
Od 2000 roku narastał konflikt Scargilla z nowym kierownictwem NUM. W 2010 roku przegrał on sprawę sądową o mieszkanie w centrum Londynu, na którego utrzymanie NUM łożył co roku 34 tys. funtów w tajemnicy przed większością członków związku
Scargill znany jest ze swoich ostrych wypowiedzi pod adresem Solidarności, której zarzucał sprzeniewierzenie się idei socjalizmu i doprowadzenie do upadku PRL, który Scargill uważał za państwo socjalistyczne zdeformowane, ale możliwe do naprawienia.

## Kontrowersje związane z osobą Scargilla
Jako przewodniczący NUM oskarżany był o współpracę z libijskim przywódcą Mu’ammarem al-Kaddafim, który miał finansować działalność związku; jego zwolennicy dowodzą, że sprawa była prowokacją brytyjskich służb specjalnych wobec radykalnych związkowców.
Według odtajnionych w 2007 roku dokumentów rosyjskich Scargill w trakcie strajku NUM osobiście kontaktował się z przedstawicielami ZSRR i domagał się wsparcia finansowego, instruując w jaki sposób przekazywać pieniądze, by nie zostały one odkryte przez służby brytyjskie (ostatecznie zostały one przesłane przez Warszawę). W 1984 wraz z doniesieniami prasowymi o dotacjach libijskich, sprawą zajęły się także brytyjskie służby specjalne. Przypuszczano, iż pieniądze te zostały zdeponowane w jednym z krajów socjalistycznych. W 1990 pojawił się trop prowadzący do konta w Narodowym Banku Polskim.